# Schlechtsart
Schlechtsart település Németországban, azon belül Türingiában. Lakosainak száma 140 fő (2023. december 31.).

## Népesség
A település népességének változása:
| Lakosok száma | 161  | 158  | 169  | 167  | 140  |
|               | 2017 | 2019 | 2021 | 2022 | 2023 |